# Домбровиця (Мазовецьке воєводство)
Домбровиця (пол. Dąbrowica) — село в Польщі, у гміні Посвентне Воломінського повіту Мазовецького воєводства.
Населення — 215 осіб (2011).
У 1975-1998 роках село належало до Седлецького воєводства.

## Демографія
Демографічна структура станом на 31 березня 2011 року:
|          | Загалом | Допрацездатний вік | Працездатний вік | Постпрацездатний вік |
| -------- | ------- | ------------------ | ---------------- | -------------------- |
| Чоловіки | 114     | 19                 | 81               | 14                   |
| Жінки    | 101     | 17                 | 60               | 24                   |
| Разом    | 215     | 36                 | 141              | 38                   |